# Крылатых, Эльмира Николаевна
Эльми́ра Никола́евна Крыла́тых (9 апреля 1933 года, Москва) — советский и российский ученый, известный в научном мире как исследователь агропродовольственного комплексов СССР, России, Европы. Специалист в области государственного регулирования аграрных и земельных отношений, разработки экономико-математических моделей и внедрения информационных технологий в АПК.
С 1977 г. доктор экономических наук, профессор, член-корреспондент ВАСХНИЛ с 1988 года, академик РАСХН с 1991 года, академик РАН с 2013 года — Отделение сельскохозяйственных наук РАН.
Академик Э. Н. Крылатых имеет широкую сферу профессиональных интересов: агроэкономика, прогнозирование и регулирование агропродовольственной сферы (АПС), многофункциональность АПС, математические методы в экономике, социология, акмеология.

## Биография
Окончила экономический факультет МГУ (1956).
- 1959—1969 гг. — аспирант, младший, старший научный сотрудник, зав. сектором (1963—1969 гг.) ВНИИ экономики сельского хозяйства.
- 1969—1978 — зав. отделом, зам. директора ВНИИ кибернетики МСХ СССР
- 1978—1989 — доцент, профессор, и. о. зав. кафедрой организации и планирования народного хозяйства экономического факультета МГУ (1981—1983)
- 1989—1991 — председатель совета по проблемам АПК при Президиуме ВАСХНИЛ
- 1991—1993 зам. директора Аграрного института ВАСХНИЛ
- с 1993 г. — зав. кафедрой макро- и микроэкономики, руководитель научного центра Высшей школы управления Академии народного хозяйства при Правительстве РФ.
- с 1996 г. — профессор ВИАПИ.

Доктор экономических наук (1977), профессор (1985), академик РАСХН (1991), академик РАН (2013).
Эльмира Николаевна Крылатых родилась 9 апреля 1933 года в Москве. Свой творческий путь и профессиональный путь она начала в 1951 г., когда поступила на Экономический факультет Московского государственного университета им. М. В. Ломоносова, который блестяще закончила в 1956 г.
Э. Н. Крылатых всегда находилась на передовой линии экономической аграрной науки.
После получения диплома она проработала 3 года в опорном пункте ВНИИ экономики сельского хозяйства при колхозе «Рассвет» Кировского района Могилевской области Белорусской ССР, где председателем был Орловский К. П., Герой Советского Союза и Социалистического Труда. Именно тогда разрабатывалась и апробировалась методика расчета себестоимости производства сельскохозяйственной продукции для советских колхозов. Расчету себестоимости и пути ее снижения в колхозах была посвящена диссертация на звание кандидата экономических наук, которую Э. Н. Крылатых защитила в 1963 г., и продолжила свою карьеру во ВНИИЭСХ достигнув должности старшего научного сотрудника и заведующего сектором.
В 1969 г. создается ВНИИ кибернетики МСХ СССР и Эльмира Николаевна переходит туда работать, чтобы окунуться с головой в новое для себя научное направление — экономико-математическое моделирование. В течение почти десяти лет принимала активное участие в разработке системы моделей для планирования развития агропромышленного комплекса СССР. Эта работа стала основой для докторской диссертации, которую она защитила в 1977 г. В самом институте Э. Н. Крылатых поднялась до должности заместителя директора, став надежной опорой для его создателя Ростислава Григорьевича Кравченко.
Накопив огромный опыт научной и практической работы принимает предложение перейти на Экономический факультет МГУ имени М. В. Ломоносова и становится заместителем заведующего кафедрой планирования народного хозяйства, которую тогда возглавлял академик Александр Иванович Анчишкин. Впоследствии была заведующей кафедрой. В течение более 10 лет Эльмира Николаевна принимала участие в подготовке уникальных специалистов (плановиков и кибернетиков). В это же время ее приглашают на должность заведующего сектором в Институт народнохозяйственного прогнозирования, где она играла активную роль в формировании прогнозов научно-технического прогресса для АПК на долгосрочную перспективу.
С 1989 г. по приглашению академика Александра Александра Никонова Эльмира Николаевна переходит на работу в Президиум ВАСХНИЛ и до 1991 г. руководит деятельностью Совета по проблемам АПК при Президиуме ВАСХНИЛ.
В 1991 г. она участвует в создании Аграрного института и становится заместителем директора. В течение 90-х Аграрный институт стал «мозговым центром» земельной и аграрной реформы для Российской Федерации и Э. Н. Крылатых вновь была в центре реформаторского движения.
С 1993 года она принимает на себе руководство кафедрой макро-и микроэкономики и научного центра в Высшей школы управления Академии народного хозяйства при Правительстве РФ, и одновременно продолжает быть заведующей отделом Всероссийского института аграрных проблем и информатики имени А. А. Никонова. Сегодня в тесном сотрудничестве с академиком РАН А. В. Петриковым продолжает работать главным научным сотрудником вышеназванного института.
Э. Н. Крылатых ведет исследовательскую работу по проблемам правового и экономического регулирования земельных отношений, формирования и развития общего аграрного рынка СНГ, управления экономическим рисками в АПК. Соавтор Концепции и проекта земельного закона СССР (1989), научных основ аграрной реформы в РФ, Концепции общего аграрного рынка СНГ, программы формирования и развития зернового рынка СНГ (2003).
В последние десятилетия руководила следующими проектами: Российского гуманитарного научного фонда (РГНФ) «Многофункциональность АПК: теория, методология, практика» (2007—2009); «Поддержка развития торговли сельскохозяйственными продуктами и продовольствием в СНГ» (Tacis, 2000—2002 гг.); «Мониторинг приоритетного национального проекта „Развитие АПК“» (Россельхозбанк, 2006 г.); «Интеграция агропродовольственных рынков: методология исследования и регулирования» (2003—2004 г.). Директор программы ВШКУ РАНХиГС.
За время своей более шестидесятилетней научной и преподавательской деятельности Э. Н. Крылатых подготовила 11 докторов и 19 кандидатов наук. Ею опубликовано более 250 научных трудов, из них более 20 монографий.

## Публикации
- АГРАРНАЯ РЕФОРМА В РОССИИ. КОНЦЕПЦИИ, ОПЫТ, ПЕРСПЕКТИВЫ, Буздалов И. Н., Крылатых Э. Н., Петриков А. В., Узун В. Я., Шагайда Н. И., Шмелев Г. И., Янбых Р. Г. и др., Коллективная монография / Москва, 2000. Сер. Научные труды ВИАПИ РАСХН Том Выпуск 4 • СТРАТЕГИЯ РАЗВИТИЯ АПК С УЧЕТОМ ИННОВАЦИОННЫХ ФАКТОРОВ, Анфиногентова А., Крылатых Э., АПК: экономика, управление. 2005. № 10. С. 4-11. • СОЦИАЛЬНО-ЭКОНОМИЧЕСКИЕ ПРОБЛЕМЫ АГРАРНОЙ ПОЛИТИКИ И РАЗВИТИЕ АГРОПРОДОВОЛЬСТВЕННЫХ РЫНКОВ, Буздалов И. Н., Крылатых Э. Н., Прауст Р. Э., Рау В. В. и др., Москва, 2002. Сер. Научные труды ВИАПИ им. А. А. Никонова Том Выпуск 9 • ПЕРЕХОДНАЯ АГРАРНАЯ ЭКОНОМИКА: ПРОБЛЕМЫ, РЕШЕНИЯ, МОДЕЛИ, Узун В. Я., Шагайда Н. И., Янбых Р. Г., Буздалов И. Н., Крылатых Э. Н. и др., Москва, 2000. Сер. Научные труды ВИАПИ им. А. А. Никонова Том Выпуск 3
- ПРОГНОЗ РАЗВИТИЯ АГРОПРОДОВОЛЬСТВЕННОГО СЕКТОРА РОССИИ ДО 2030 ГОДА, Крылатых Э. Н., Экономика сельскохозяйственных и перерабатывающих предприятий. 2006. № 9. С. 8-12. • АГРАРНЫЕ АСПЕКТЫ ПРИСОЕДИНЕНИЯ РОССИИ К ВТО, Крылатых Э. Н., Экономика сельскохозяйственных и перерабатывающих предприятий. 2012. № 5. С. 1-3. • ЭКОНОМИЧЕСКИЕ РИСКИ В АГРОПРОМЫШЛЕННОМ КОМПЛЕКСЕ, Крылатых Э., АПК: экономика, управление. 1999. № 7. С. 3-14. • МНОГОФУНКЦИОНАЛЬНОСТЬ АГРОПРОДОВОЛЬСТВЕННОЙ СФЕРЫ: МЕТОДОЛОГИЯ ИССЛЕДОВАНИЙ ДЛЯ РАЗРАБОТКИ СТРАТЕГИИ РАЗВИТИЯ, Крылатых Э. Н., Москва, 2012. Сер. выпуск 37 Научные труды ВИАПИ • АКТУАЛЬНЫЕ ПРОБЛЕМЫ СОВРЕМЕННОЙ АГРАРНОЙ ТЕОРИИ И ПОЛИТИКИ, Буздалов И. Н., Крылатых Э. Н., Шагайда Н. И., Узун В. Я. и др., Москва, 2005. Сер. Научные труды ВИАПИ Том Выпуск 15 • АГРАРНАЯ ЕВРОПА В XXI ВЕКЕ, Крылатых Э. Н., Назаренко В. И., Папцов А. Г., Янбых Р. Г. и др., Москва, 2015. Сер. Новый свет — новые времена • АГРАРНЫЙ ПРОТЕКЦИОНИЗМ: НАУЧНЫЕ ОСНОВЫ И МЕХАНИЗМЫ ОСУЩЕСТВЛЕНИЯ В УСЛОВИЯХ РЫНОЧНЫХ ОТНОШЕНИЙ, Буздалов И. Н., Пошкус Б. И., Петриков А. В., Узун В. Я., Крылатых Э. Н., Коробейников М. А., Лемешев М. Я. и др., Москва, 2007. Сер. Выпуск 17 Научные труды ВИАПИ им. А. А. Никонова • СОВЕРШЕНСТВОВАНИЕ ЗЕМЕЛЬНЫХ ОТНОШЕНИЙ И МЕТОДОВ ИХ РЕГУЛИРОВАНИЯ НА ОСНОВЕ СОЦИАЛЬНО-ЭКОНОМИЧЕСКОГО МОНИТОРИНГА, Крылатых Э. Н., Петриков А. В., Узун В. Я., Шагайда Н. И., Никонов А. А., Семенова И. В., Кузнецов М. В., Зенец Н. В., Янбых Р. Г., Москва, 1996. • БОЛЬШАЯ ЕВРОПА. ИДЕИ, РЕАЛЬНОСТЬ, ПЕРСПЕКТИВЫ, Крылатых Э. Н., Кудров В. М., Максимычев И. Ф., Носов М. Г. и др., Москва, 2014. Сер. Старый Свет — новые времена • АГРАРНАЯ РЕФОРМА В РОССИИ, Крылатых Э. Н., Узун В. Я., Буздалов И. Н., Бабаков А. И., Обушенков Н. Г., Петриков А. В., Строков С. Н., Пастухов А. А., Шагайда Н. И., Земля России. 1993. № 1. С. 1-80. • ИНТЕГРАЦИЯ АГРАРНЫХ РЫНКОВ: МЕТОДОЛОГИЯ, АНАЛИЗ ТЕНДЕНЦИЙ, ПЕРСПЕКТИВЫ, Крылатых Э. Н., Семенова Н. И., Кресникова Н. И., Рау В. В., Бородин К. Г., Иванова С. В., Дзюменко Р. В., Семенов А. А., Коллективная монография, Научные труды ВИАПИ им. А. А. Никонова / Москва, 2005. Том Выпуск 12
- АГРАРНЫЕ ПРЕОБРАЗОВАНИЯ В ВОСТОЧНОЙ ГЕРМАНИИ, Крылатых Э. Н., Узун В. Я., Шагайда Н. И., Петриков А. В., Овчинцева Л. А., Москва, 1997.
- Перспективное планирование сельскохозяйственного предприятия с учетом производственного направления: (метод. основы использ. линейно-динам. модели) / ВНИИ кибернетики. Отд. внутрихоз. планир. — М., 1970. — 69 с.
- Система моделей в планировании сельского хозяйства. — М.: Экономика, 1979. — 200 с.
- Пропорции и приоритеты в развитии АПК. — М.: Экономика, 1983. — 231 с.
- Аграрные отношения: теория, историческая практика, перспективы развития / соавт.: Буздалов И. Н., Крылатых Э. Н., Никонов А. А., Боев В. Р., Петриков А. В., Пошкус Б. И., Серков А. Ф., Узун В. Я., Шмелев Г. И. и др.; РАН. — М.: Наука, 1993. — 270 с.
- Крылатых Э. Н., Строкова О. Г. Аграрные аспекты вступления стран СНГ в ВТО. — М.: Энцикл. рос. деревень, 2002. — 164 с. — (Науч. тр. / Всерос. ин-т аграр. пробл. и информатики; Вып. 6).
- Аграрные преобразования в Новых федеральных землях Германии (1991—2002 гг.) / соавт.: А. В. Петриков и др. — 2-е изд., испр. и доп. — М.: Энцикл. рос. деревень, 2003. — 93 с. — (Науч. тр. / Всерос. ин-т аграр. пробл. и информатики; Вып. 10).
- Чем обернётся вступление России в ВТО для сельского хозяйства страны? // Отечественные записки. 2004. № 1.